# Denise Scott Brown
Denise Scott Brown (Nkana, 3 ottobre 1931) è un'architetta statunitense.

## Biografia
Nata Lakofski, i nonni erano ebrei immigrati in Africa da Lettonia e Lituania, studia architettura presso la University of the Witwatersrand di Johannesburg e poi presso la Architectural Association School of Architecture di Londra dove frequenta gli artisti e architetti dell'Independent Group come Reyner Banham, Peter e Alison Smithson e altri. Nel 1956 lavora per un breve periodo nello studio romano di Giuseppe Vaccaro, dove si occupa della progettazione di alcuni alloggi del piano INA casa. Nel 1958 si trasferisce con il primo marito, Robert Scott Brown (morto tragicamente nel 1959), a Filadelfia dove frequenta dei master in architettura e pianificazione della University of Pennsylvania in cui è docente anche Louis Kahn. Dal 1960 insegna presso la stessa Università dove conosce e poi sposa Robert Venturi. In seguito insegna anche a Yale. Dal 1967 collabora con lo studio Venturi and Rauch; dopo che John Rauch abbandonò lo studio nel 1989, questo prende il nome di Venturi, Scott Brown & Associates.

## Il libroImparare da Las Vegas
Nel 1965 viene chiamata a insegnare presso l'università UCLA di Los Angeles e comincia ad interessarsi alle road-town del sud ovest degli Stati Uniti. Nel 1968 porta i suoi studenti del corso di progettazione di Yale a Las Vegas e invita anche suo marito; tutti insieme visiteranno anche lo studio del giovane Ed Ruscha a Los Angeles per approfondire i legami fra la comunicazione commerciale e la Pop art. Insieme scrivono e pubblicano un articolo che è l'anticipazione del libro, che uscirà solo nel 1972. Il saggio, accolto da feroci polemiche in tutto il mondo, indaga la capitale del Nevada (meglio nota come Sin City) in quanto città basata sul traffico automobilistico e composta da edifici "parlanti" attraverso grandi insegne ben visibili dalle highway e dalla strip, l'asse principale della città dove si concentrano i principali casinò. Imparare da Las Vegas è diventato un classico perché indaga le modalità secondo le quali la città contemporanea si sviluppa disordinatamente sulla spinta del commercio e del divertimento introducendo il concetto di sprawl. In questo senso Las Vegas diventa il paradigma non solo della città americana, ma di tutte le città dei paesi capitalisti.

## I suoi scritti
- Con R. Venturi e S. Izenour, Learning from Las Vegas, Cambridge (Mass.) 1972 (trad. it. Imparare da Las Vegas, a cura di M. Orazi, Macerata, Quodlibet 2010)
- Con R. Venturi, Maniera del moderno, Bari-Roma, Laterza, 2000
- Con R. Venturi, Architecture as Signs and Systems. For a Mannerist Time, Cambridge, Mass., The Belknap Press 2004
- Having Words, London, Architectural Association 2009